# Липняки (Гомельская область)
Липняки (бел. Ліпнякі) — деревня в Уборковском сельсовете Лоевского района Гомельской области Беларуси.

## География

### Расположение
В 36 км на северо-запад от Лоева, 42 км от железнодорожной станции Речица (на линии Гомель — Калинковичи), 92 км от Гомеля.

### Гидрография
На юге и западе сеть мелиоративных каналов.

## Транспортная сеть
Рядом автодорога Брагин — Холмеч. Планировка состоит из 2 частей: северной (к прямолинейной улице, ориентированной с юго-востока на северо-запад, присоединяются на востоке и западе короткие прямолинейные улицы) и южной (к 2 коротким прямолинейным улицам, близких к широтной ориентации, присоединяется на востоке короткая дугообразная улица). Застройка двусторонняя, неплотная, деревянная, усадебного типа.

## История
Обнаруженное археологами городище (в 1 км на северо-запад от деревни, в урочище Городок) свидетельствует о заселении этих мест с давних времён. По письменным источникам известна с XIX века как деревня в Холмечской волости Речицкого уезда Минской губернии. Работала лесопилка С. Г. Гутнера (15 рабочих).
С 8 декабря 1926 года до 16 июля 1954 года центр Липняковского сельсовета Холмечского, с 4 августа 1927 года Лоевского районов Речицкого, с 9 июня 1927 года Гомельского (до 26 июля 1930 года) округов, с 20 февраля 1938 года Гомельской области. Действовала начальная школа. В 1930 году организован колхоз «12 лет Октября», работали кузница (с 1930 года) и сапожная мастерская (с 1933 года).
Во время Великой Отечественной войны оккупанты 17 ноября 1943 года сожгли 319 дворов, убили 5 жителей. В бою около деревни отличился командир танка лейтенант А. А. Росляков (присвоено звание Героя Советского Союза). В боях в районе деревни погибли 356 советских солдат (похоронены в братской могиле в центре деревни). Согласно переписи 1959 года в составе совхоза имени В. И. Ленина (центр — деревня Уборок). Располагались начальная школа\в 1959 году уже была восьмилетняя школа\, клуб, библиотека, фельдшерско-акушерский пункт, 3 магазина, отделение связи.

## Население

### Численность
- 1999 год — 114 хозяйств, 219 жителей.

### Динамика
- 1908 год — 130 дворов, 1045 жителей.
- 1940 год — 320 дворов, 738 жителей.
- 1959 год — 505 жителей (согласно переписи).
- 1999 год — 114 хозяйств, 219 жителей.

## Известные лица
- Борщевский Адам Кузьмич (1921—2007) — участник Великой Отечественной войны.